# 杨林镇 (岳阳县)
杨林乡，位于湖南省岳阳市岳阳县中部，新墙河上游。1995年由原杨林乡与兰田乡合并而成。乡人民政府驻岳阳县杨林。
新墙河贯穿全境，县道荣公线、城芭线在此交汇。主要产业为特色养殖业如鹿、黄鸽等。

## 沿革
- 民国时期，为杨林乡
- 1949年，属岳阳县三区横铺乡、杨林乡、五通乡、杨林乡等
- 1958年，为铁山人民公社
- 1961年，为公田公社，随即析置其北部为甘田公社
- 1984年，甘田公社改置为杨林乡

## 行政区划
杨林乡辖25个自然村。
龙潭村、杨林村、白泥村、付朝村、张坪村、沙陂村、红阳村、四龙村、沈塘村、崩山村、立塘村、城山村、兰田村、王安村、聚云村、和平村、兰泽村、白水村、福冲村、西源村、谷太村、琴田村、姑桥村、马磅村和鲁丑村。